# Hypolimnas palauensis
Hypolimnas palauensis är en fjärilsart som beskrevs av Hans Fruhstorfer 1912. Hypolimnas palauensis ingår i släktet Hypolimnas och familjen praktfjärilar. Inga underarter finns listade i Catalogue of Life.